# Hot Wheels Extreme Racing
Hot Wheels Extreme Racing est un jeu vidéo de course développé par Atod et HotGen et publié en 2001 sur PlayStation par THQ. Le jeu présente les voitures de la marque Hot Wheels.

## Système de jeu
Le gameplay de base est similaire à celui de la plupart des jeux de course. Le joueur contrôle sa voiture afin de parcourir les pistes le plus rapidement possible. En ramassant des items, ils peuvent obtenir de nouvelles propriétés, telles que des boosts de nitro, des nappes d'huile, des projectiles et d'autres armes. Les voitures contrôlées par l'ordinateur peuvent également collecter des items. Le jeu contient un total de 24 étapes, dont 12 sont simplement des versions inversées des douze premières.
Dans Hot Wheels Extreme Racing, les véhicules ont la possibilité de se transformer en quatre types d'éléments différents : terre, eau, air et tout-terrain. Lors de la transformation, la carrosserie de la voiture reste normale tandis que le côté de la voiture se voit « pousser » des roues, des ailes ou des ailerons. Les étapes sont divisées en différentes parties, chacune conçue pour un véhicule spécifique. Les parties sont séparées par un « portail de transformation ». Lorsque les joueurs traversent un tel portail, le véhicule se transforme en un autre type.

## Accueil
Le jeu reçoit des critiques « mitigées » selon l'agrégateur Metacritic.